# Brea, Kalifornien
Brea är en stad (city) i Orange County, i delstaten Kalifornien, USA. Enligt United States Census Bureau har staden en folkmängd på 39 883 invånare (2011) och en landarea på 31,3 km².

## Kända personer från Brea
- Ronald Crawford, vattenpolospelare